# Phenacoccus pseudopumilus
Phenacoccus pseudopumilus är en insektsart som beskrevs av Hadzibejli 1960. Phenacoccus pseudopumilus ingår i släktet Phenacoccus och familjen ullsköldlöss. Inga underarter finns listade i Catalogue of Life.